# Valerijonas Vaišvila
Valerijonas Vaišvila (ur. 1938 w Szawlach, zm. 8 lipca 2017) – radziecki kierowca wyścigowy i motocyklowy, pilot rajdowy.

## Biografia
Karierę zawodniczą rozpoczął w 1958 roku, kiedy to ścigał się motocyklami, a także uczestniczył w wyścigach ciężarówek GAZ-51. W latach 1959–1962 rywalizował motocyklami Woschod w klasie 175 cm³. W 1963 roku zadebiutował w wyścigach samochodów turystycznych, rywalizując – przeważnie w mistrzostwach Litwy – Wołgą M-21. W 1966 roku zmienił samochód na Škodę 706 RT. W latach 1967–1972 przerwał karierę sportową. W 1973 roku rywalizował w klasie A1 samochodem WAZ 2101. W latach 1975–1976 został mistrzem ZSRR w klasie I/7, zaś w roku 1977 zdobył mistrzostwo w gr. IV. W sezonie 1977 zajął trzecie miejsce w Pucharze Pokoju i Przyjaźni.

## Wyniki w Pucharze Pokoju i Przyjaźni
| Legenda oznaczeń w tabelach wyników Wyświetl szablon na nowej stronie | Legenda oznaczeń w tabelach wyników Wyświetl szablon na nowej stronie                                                                     |
| Oznaczenie                                                            | Wyjaśnienie |
| --------------------------------------------------------------------- | --- |
| Złoty                                                                 | Zwycięzca lub mistrzostwo |
| Srebrny                                                               | 2. miejsce lub wicemistrzostwo |
| Brązowy                                                               | 3. miejsce lub II wicemistrzostwo |
| Zielony                                                               | Ukończył, punktował (w klasyfikacji generalnej, gdy zdobył co najmniej jeden punkt na przestrzeni sezonu, poza trzema powyższymi opcjami) |
| Niebieski                                                             | Ukończył, nie punktował (w klasyfikacji generalnej, gdy nie zdobył co najmniej jednego punktu na przestrzeni sezonu)                      |
| Czerwony                                                              | Nie zakwalifikował się (NZ) |
| Czerwony                                                              | Nie prekwalifikował się (NPK) |
| Różowy                                                                | Nie ukończył (NU) |
| Różowy                                                                | Niesklasyfikowany (NS) (w klasyfikacji generalnej, gdy nie został sklasyfikowany w żadnym wyścigu sezonu)                                 |
| Czarny                                                                | Zdyskwalifikowany (DK) |
| Czarny                                                                | Wykluczony (WYK/EX) |
| Biały                                                                 | Nie wystartował (NW) |
| Biały                                                                 | Kontuzjowany (K/INJ) |
| Biały                                                                 | Wyścig odwołany (OD/C) |
| Bez koloru                                                            | Został wycofany (WYC/WD) |
| Bez koloru                                                            | Nie przybył (NP/DNA) |
| Bez koloru                                                            | Nie brał udziału w treningach (NT/DNP) |
| Bez koloru                                                            | Nie został zgłoszony (–) |
| Pogrubienie                                                           | Start z pole position |
| Kursywa                                                               | Najszybsze okrążenie wyścigu |
| †                                                                     | Nie ukończył, ale jego rezultat został zaliczony ze względu na przejechanie więcej niż 90% dystansu wyścigu.                              |
| *                                                                     | Sezon w trakcie |
| 1/2/3                                                                 | Punktowana pozycja w sprincie kwalifikacyjnym                                                                                             |
| Lista systemów punktacji Formuły 1                                    | |

| Rok  | Samochód  | Wyniki w poszczególnych eliminacjach | Wyniki w poszczególnych eliminacjach | Wyniki w poszczególnych eliminacjach | Wyniki w poszczególnych eliminacjach | Wyniki w poszczególnych eliminacjach | Pkt. | Msc. |
| ---- | --------- | ------------------------------------ | ------------------------------------ | ------------------------------------ | ------------------------------------ | ------------------------------------ | ---- | ---- |
| 1976 |           |                                      |                                      | Czechosłowacja                       |                                      | Czechosłowacja                       | 113  | 10   |
| 1976 | WAZ 21011 | 8                                    | -                                    | NU                                   | 4                                    | 10                                   | 113  | 10   |
| 1977 |           |                                      |                                      | Czechosłowacja                       |                                      |                                      | 159  | 3    |
| 1977 | WAZ 21011 | NU                                   | 9                                    | 4                                    | 4                                    | 4                                    | 159  | 3    |
| 1978 |           |                                      |                                      | Czechosłowacja                       |                                      |                                      | 119  | 10   |
| 1978 | WAZ 21011 | 20                                   | 5                                    | 3                                    | 1                                    | 15                                   | 119  | 10   |
| 1979 |           |                                      |                                      | Czechosłowacja                       |                                      |                                      | 39   | 19   |
| 1979 | WAZ 21011 | 10                                   | NU                                   | 4                                    | NU                                   | 3                                    | 39   | 19   |
| 1981 |           | Czechosłowacja                       | Polska                               |                                      |                                      |                                      | 0    | NS   |
| 1981 | WAZ 21011 | -                                    | -                                    | NU                                   | -                                    |                                      | 0    | NS   |